# 高铼酸钡
高铼酸钡是一种无机化合物，化学式为Ba(ReO4)2。

## 制备
高铼酸钡可由高铼酸和氢氧化钡在水中反应得到：
{\displaystyle {\mathsf {2HReO_{4}+Ba(OH)_{2}\ {\xrightarrow {}}\ Ba(ReO_{4})_{2}+2H_{2}O}}}

## 物理性质
高铼酸钡是白色固体，可溶于水，其溶解度随着温度的升高而升高。微溶于乙醇和甲醇。
它从溶液中可以析出二水合物

和四水合物
，它们在真空中加热至120℃失水。
.
Ba(ReO4)2·4H2O晶体属单斜晶系，空间群为P 21/n，晶胞参数为a = 0,7376nm, b = 1,2452nm, c = 1,2173nm, β = 90,04°, Z = 4。